# Tríptico de las Tentaciones de san Antonio
El Tríptico de las Tentaciones de san Antonio es un tríptico del pintor flamenco El Bosco, ejecutado en óleo sobre tabla que mide 131 centímetros de alto por 238 cm de ancho.
Está firmado en el compartimento central, abajo a la derecha: JHERONIMUS BOSCH.
Se encuentra en el Museo Nacional de Arte Antigua de Lisboa (Portugal). Una copia, realizada por un seguidor del Bosco, puede encontrarse en la Galería Nacional de Canadá en Ottawa. Hay una tercera copia, que en tiempos se creyó que era el original, en la Barnes Foundation de Filadelfia, Pensilvania; el historiador del arte de la Universidad de Pensilvania, Larry Silver, ha indicado que se trata de una copia del siglo XVI. De este tríptico hay unas 15 copias, totales o parciales. Hay otra versión sobre el mismo tema en el Museo del Prado de Madrid: Las Tentaciones de san Antonio.
Como el resto de la obra del Bosco, no hay una datación fija. Actualmente se considera que pertenece a la fase final de la producción bosquiana, lo que avalan los estudios dendrocronológicos que hablan de 1501 o después.
Las primeras noticias acerca del tríptico son ya de finales del siglo XIX cuando estaba en el palacio real de Lisboa. Tras proclamarse la República pasó Museo de Arte Antigua en el año 1911.

## Tema
El tema de las tentaciones de san Antonio es repetido a menudo en la historia del arte. Fue presentado por vez primera en el siglo X en pinturas al fresco italianas. En la Europa medieval, puede verse una auténtica acumulación del tema en libros iluminados y más tarde en grabados alemanes. Es un tema que interesaba por reflejar la lucha entre el Bien y el Mal, entre Cristo y Satanás.
Alrededor del año 1500 se pintaron famosos cuadros como el grabado de Martin Schongauer (h. 1490), el cuadro de Matthias Grünewald (h. 1510) y éste de El Bosco (h. 1505). A lo largo de los siglos posteriores, el tema siguió representándose con habitualidad en el arte europeo.
Para este tríptico, en el que el Bosco desarrolla el tema del bien y el mal, el Bosco pudo utilizar como fuente la Vita Sancti Antonii, de Atanasio, conocida en a través de Las vidas de los santos de Pieter van Os o, más posiblemente, la Leyenda áurea de Jacopo da Varazze

## Tríptico cerrado
Cuando el tríptico está cerrado, se ven dos escenas en grisalla: a la izquierda, el Prendimiento; a la derecha, Cristo subiendo al Calvario con la Cruz a cuestas.
El primer plano del Prendimiento está ocupado por san Pedro, cortando la oreja a Malco. El Prendimiento propiamente dicho está detrás, ocupando la mitad superior. Jesucristo está caído en el suelo y lo rodean los soldados. En el borde izquierdo se ve una figura vuelta de espaldas: es Judas Iscariote.
Del mismo modo, en la otra escena, la subida de Cristo al Calvario está en segundo término, con la figura de la Verónica arrodillándose ante Jesucristo; el primer plano está ocupado por los dos ladrones: el malo a la izquierda, el bueno a la derecha, confesándose.

## Tríptico abierto
El panel central mide 131,5 centímetros por 119 cm de ancho. Y las alas miden 131,5 cm por 53 cm.
Estos tres paneles interiores describen escenas de vida de san Antonio Abad. A través del simbolismo se narran los tormentos mentales y espirituales por los que pasó el santo.
- Postigo izquierdo:Vuelo y caída de san Antonio.

En el panel de la izquierda está el Vuelo y caída de san Antonio: en lo alto del cielo, el santo con las manos juntas, es llevado por una nube de demonios. Más abajo una gruta, probablemente un burdel más que el antro del santo, bajo una colina formada por un árbol con forma de hombre sobre sus manos y rodillas. Su parte posterior forma la entrada hacia la que se dirige una procesión sacrílega guiada por un demonio que lleva vestimentas sagradas y un ciervo, normalmente figura cristológica pero usado aquí en sentido sacrílego. En primer plano, el santo, exhausto, es sostenido por dos monjes antes de la caída y atraviesan un puente sobre un lago helado; otra de las posibles lecturas es que el demonio lo ha dejado caer y estos monjes caritativos lo ayudan. Debajo del santo se ven tres figuras, una de las cuales está vestida de monje y lee una carta. Sobre el lago un demonio pájaro con patines que lleva en el pico un rollo de pergamino con la escritura «graso». Puede que con esto se aludiera al escándalo de la venta de las indulgencias, la figura patinadora podría derivar de los grylloi del arte de época alejandrina.
- Tabla central.

El panel central, sin embargo, ejemplifica la atracción del Bosco por la habilidad santa de rechazar la tentación. Contiene escenas con todas las posibilidades de perversión ofrecidas al ermitaño. Antonio se arrodilla ante un altar, con su mano en el gesto de bendecir, y al tiempo señalando un Cristo en miniatura, y devuelve la mirada al espectador. El santo señala la pequeña celda excavada en un torreón derruido, donde está la aparición de Cristo que indica el Crucifijo, única salvación posible y verdadero sacrificio, por contraposición a lo que están llevando a cabo los demonios a su izquierda: una misa sacrílega celebrada por sacerdotisas, entre las cuales hay una negra que lleva una bandeja sobre la que hay un sapo, símbolo de brujería y la lujuria, que sostiene un huevo (referencia del infierno, frecuente en las pinturas del bosco). Dos músicos, uno rico y otro pobre, se preparan para comulgar: el primero vestido con ropa lujosa de color negro, con cara de cerdo, con un búho sobre la cabeza, símbolo de herejía, lleva un laúd (instrumento musical cortesano) y como mascota un perro con gorro de bufón; el segundo, vestido de harapos y lisiado, tiene cola y lleva una zanfona (instrumento usado por mendigos). Un demonio vestido de religioso, tiene rostro de puerco, tonsurado, con casulla, y con su cuerpo putrefacto, participa de la misa negra siguiendo las precisiones de una biblia diabólica. Una pareja de ricos engalanados juega a los dados. En la fachada del templo derruido, en la parte derecha de esta tabla central, se aprecian una serie de frisos que representan escenas bíblicas: como el regreso de la Tierra prometida, la adoración del Becerro de oro o la entrega a Moisés de las Tablas de la Ley. Sobre el fondo, a la izquierda, hay una ciudad en llamas mientras que a la derecha en el cielo un pájaro nave y otra navecilla volante. En primer plano extrañas embarcaciones navegan en una laguna, pudiéndose interpretar el grupo que está en el agua, a la derecha, como una parodia diabólica de la Huida a Egipto y de la Adoración de los Magos. A la izquierda, siempre en primer plano, de un fruto rojo (parece una calabaza) salen demonios, uno de ellos tiene por cabeza el cráneo de un caballo, toca el arpa y está sobre un pollo desplumado (el pájaro es símbolo masculino), siendo una alegoría a los placeres carnales. Apoyado sobre un muro, en segundo plano, se encuentra un hombre con barba y con sombrero de copa, ofreciendo un pie cercenado (acaso el suyo) sobre un paño blanco. Al fondo se ve una ciudad en llamas, rasgo típico de las escenas infernales del Bosco, y que aquí puede tener una justificación iconográfica, dado que el fuego se asocia tradicionalmente a san Antonio. Los demonios aparecen con cuerpos deformes, o máscaras y varios de ellos llevan zuecos, sugiriendo que la superficie que pisan (rodeado de ríos y lagunas) es fangosa. Hay alusiones a los pecados capitales, en especial la lujuria y la gula. El pescado que aparece en el centro, en la parte inferior, puede ser símbolo del sexo femenino.
- Postigo derecho: Meditación de san Antonio.

En el panel de la derecha está la Meditación de san Antonio o San Antonio y la reina de los diablos: Antonio intenta mirar al espectador, pero su vista queda fijada en una tabla rodeada con curiosas criaturas que están pecando. En el cielo dos figuras vuelan sobre un pez, según la creencia, el diablo concedía la facultad de volar a las brujas. En el fondo hay una ciudad con torres, en primer plano una mujer desnuda, esto es, el demonio en forma de reina. La reina-diablesa, otras tentaciones variadas, y la agresión física no pueden igualarse a su devoción, el tema más optimista del Bosco. Se vuelve hacia un tronco horadado a través de una tienda ladeada por un sapo, el santo sobre la derecha pretendiendo meditar y con los ojos fijos en el espectador, junto a él un enano con una capa roja con un molinillo y un aro andador, símbolo de la inconsciencia de la humanidad, en primer plano una tabla con los panes y la jarra de vino, última tentación del santo, está sostenida por demonios desnudos.

Tríptico de las Tentaciones de san Antonio (abierto)
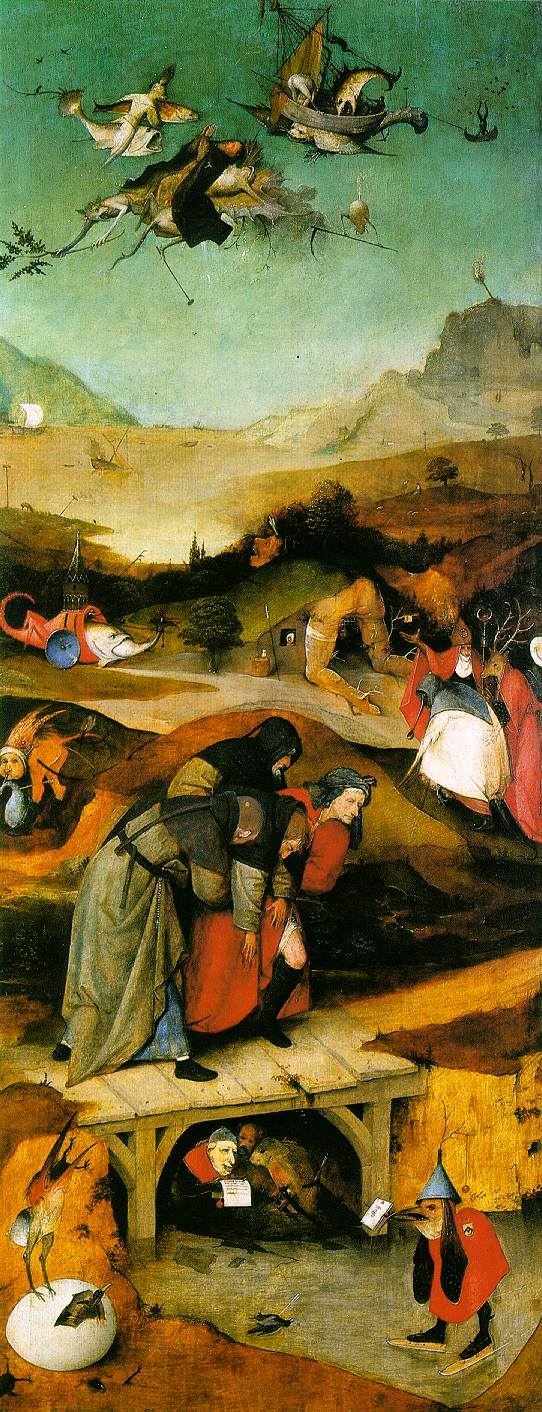
Vuelo y caída del santo
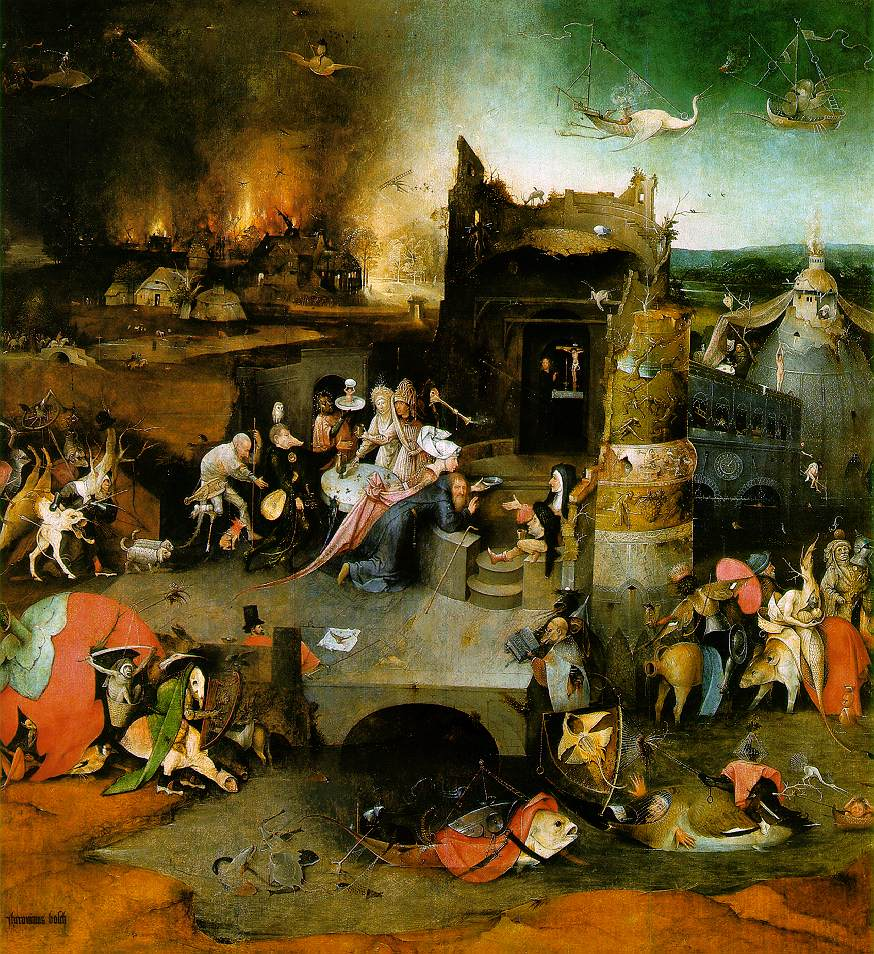
La tentación de san Antonio
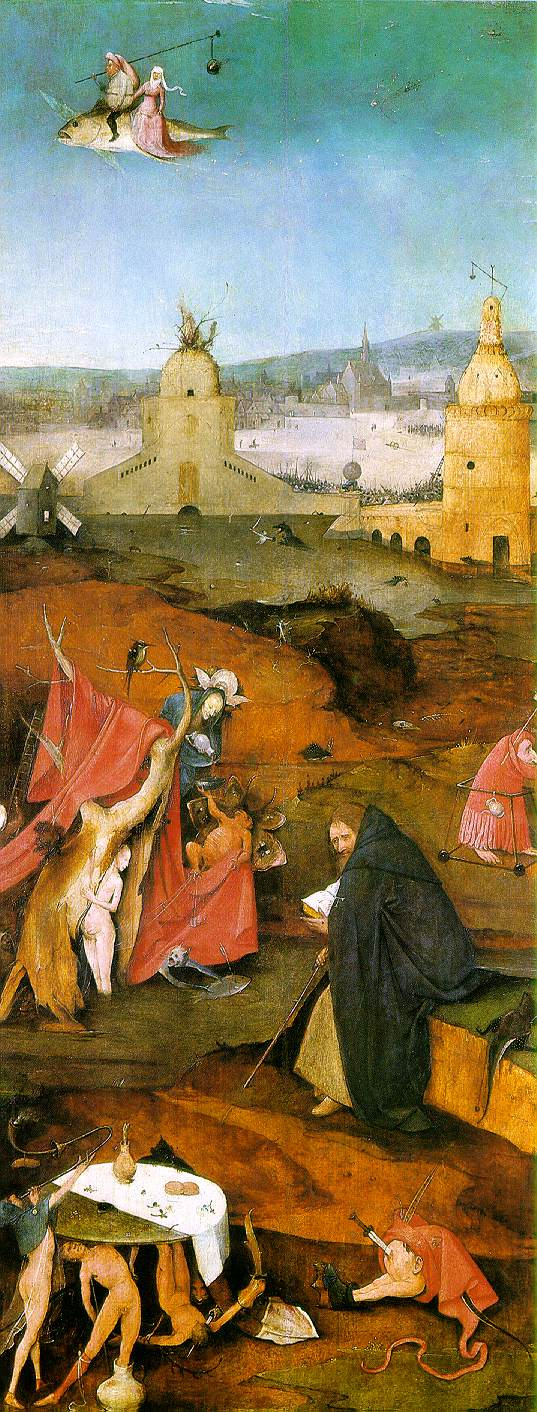
San Antonio meditando